# Alfabeto tai tham
Il tai tham (in thailandese settentrionale: ᨲ᩠ᩅᩫᨾᩮᩬᩥᨦ, traslitterato: dai tam; in lingua tai lü: ᦒᧄ, trasl.: tam, letteralmente: "scrittura"), è un alfabeto conosciuto anche come tua mueang (in thailandese settentrionale: , in lingua thailandese: ตัวเมือง), tai yuan (in lingua thai: ไทยยวน, traslitterazione IPA: [taj ɲuːən]) o più semplicemente scrittura lanna. È usato per scrivere il Thailandese settentrionale, la lingua tradizionale dell'antico Regno Lanna e dell'odierna Thailandia del Nord, che viene anche scritta con l'alfabeto thailandese. Tale idioma ha un alto livello di mutua intelligibilità con il tai lü ed il khün, ed il thai tham viene anche usato per scrivere queste due lingue, i cui alfabeti a loro volta sono simili al tai tham.
L'alfabeto viene tuttora insegnato ai monaci buddhisti nei templi laotiani per scrivere il lao antico, e molti vecchi manoscritti in tai tham si possono trovare anche nei monasteri nord-thailandesi. Non c'è nessuna produzione attuale letteraria nell'alfabeto tradizionale. Dopo essere stato bandito dalle scuole nord-thailandesi nell'ambito del processo di thaificazione operato dal governo centrale, l'alfabeto è stato di recente riscoperto dalla popolazione. Si pensa che abbia poteri divinatori e che i tatuaggi e gli amuleti scritti in tai tham abbiano particolari poteri. Scritte in questo alfabeto si trovano tuttora esposte nei pressi di antichi edifici della Thailandia del Nord.

## Descrizione

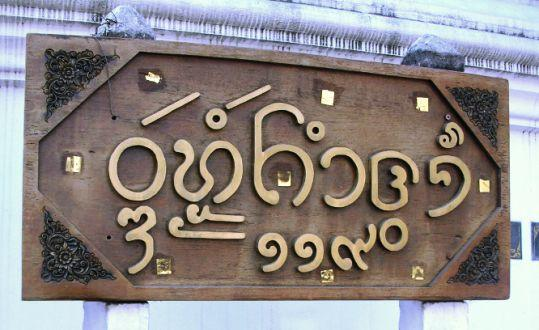
Una scritta lanna in un tempio di Chiang Mai

Le sillabe sono costruite attorno alle consonanti. Le vocali, o gruppi di vocali, sono rappresentate con segni diacritici che possono trovarsi sotto, sopra o a fianco delle consonanti. Quando la parola è composta da una sola vocale o quando le vocali sono all'inizio della parola, i corrispondenti segni diacritici sono rappresentati assieme alla occlusiva glottidale sorda  (trascrizione IPA: [ʔ]).
La lingua lanna è tonale. Il tono viene determinato dalla combinazione tra la classe della consonante, il tipo di sillaba (aperta o chiusa), il tipo di tono e la lunghezza della vocale. Vi sono diversi gruppi di consonanti, vocali, numeri ed altri segni diacritici.
Le consonanti possono essere:
- categorizzate (Payanchana Nai Wak)
- non categorizzate (Payanchana Nok Wak)
- extra (Payanchana Perm)
- speciali (Payanchana Piset)

Alcune consonanti possono essere scritte con una forma alternativa (Payanchana Sagot) quando seguono un'altra consonante. Non vengono lasciati spazi tra le parole, e gli spazi che si trovano nei testi indicano la fine della frase o del periodo. La lingua lanna può essere scritta in alfabeto thai, quindi anche l'alfabeto lanna può essere traslitterato in quello thai.

## Consonanti

### Categorizzate
| Tai tham | Tai tham | Tai tham | Thai | Lao | Birmano | IPA        |
| Alfabeto | Alfabeto | Altern.. | Thai | Lao | Birmano | IPA        |
| -------- | -------- | -------- | ---- | --- | ------- | ---------- |
|          | ᨠ        | -᩠ᨠ       | ก    | ກ   | က       | /ka/       |
|          | ᨡ        | -᩠ᨡ       | ข    | ຂ   | ခ       | /kʰa/      |
|          | ᨢ        | -        | ฃ    |     | ခ       | /kʰa/ /xa/ |
|          | ᨣ        | -᩠ᨣ       | ค    | ຄ   | ဂ       | /ka/       |
|          | ᨤ        | -        | ฅ    |     | ဂ       | /kʰa/ /xa/ |
|          | ᨥ        | -᩠ᨥ       | ฆ    |     | ဃ       | /kʰa/      |
|          | ᨦ        | -᩠ᨦ       | ง    | ງ   | င       | /ŋa/       |

| Tai tham | Tai tham | Tai tham | Thai | Lao | Birmano | IPA   |
| Alfabeto | Alfabeto | Altern.  | Thai | Lao | Birmano | IPA   |
| -------- | -------- | -------- | ---- | --- | ------- | ----- |
|          | ᨧ        | -᩠ᨧ       | จ    | ຈ   | စ       | /tɕa/ |
|          | ᨨ        | -᩠ᨨ       | ฉ    |     | ဆ       | /sa/  |
|          | ᨩ        | -᩠ᨩ       | ช    | ຊ   | ဇ       | /tɕa/ |
|          | ᨪ        | -        | ซ    |     | ဇ       | /sa/  |
|          | ᨫ        | -᩠ᨫ       | ฌ    |     | ဈ       | /sa/  |
|          | ᨬ        | -᩠ᨬ       | ญ    |     | ည       | /ɲa/  |

| Tai tham | Tai tham | Tai tham | Thai | Lao | Birmano | IPA   |
| Alfabeto | Alfabeto | Altern.  | Thai | Lao | Birmano | IPA   |
| -------- | -------- | -------- | ---- | --- | ------- | ----- |
|          | ᨭ        | -᩠ᨭ       | ฏ    |     | ဋ       | /ta/  |
|          | ᨮ        | -᩠ᨮ       | ฐ    |     | ဌ       | /tʰa/ |
|          | ᨯ        | -᩠ᨯ       | ฑ,ด  | ດ   | ဍ       | /da/  |
|          | ᨰ        | -᩠ᨰ       | ฒ    |     | ဎ       | /tʰa/ |
|          | ᨱ        | -᩠ᨱ       | ณ    |     | ဏ       | /na/  |

| Tai tham | Tai tham | Tai tham | Thai | Lao | Birmano | IPA   |
| Alfabeto | Alfabeto | Altern.  | Thai | Lao | Birmano | IPA   |
| -------- | -------- | -------- | ---- | --- | ------- | ----- |
|          | ᨲ        | -᩠ᨲ       | ต    | ຕ   | တ       | /ta/  |
|          | ᨳ        | -᩠ᨳ       | ถ    | ຖ   | ထ       | /tʰa/ |
|          | ᨴ        | -᩠ᨴ       | ท    | ທ   | ဒ       | /ta/  |
|          | ᨵ        | -᩠ᨵ       | ธ    |     | ဓ       | /tʰa/ |
|          | ᨶ        | -᩠ᨶ       | น    | ນ   | န       | /na/  |

| Tai tham | Tai tham | Tai tham | Thai | Lao | Birmano | IPA   |
| Alfabeto | Alfabeto | Altern.  | Thai | Lao | Birmano | IPA   |
| -------- | -------- | -------- | ---- | --- | ------- | ----- |
|          | ᨷ        | -᩠ᨷ       | บ    | ບ   | ပ       | /ba/  |
|          | ᨸ        | -        | ป    | ປ   | ပ       | /pa/  |
|          | ᨹ        | -᩠ᨹ       | ผ    | ຜ   | ဖ       | /pʰa/ |
|          | ᨺ        | -        | ฝ    | ຝ   | ဖ       | /fa/  |
|          | ᨻ        | -᩠ᨻ       | พ    | ພ   | ဗ       | /pa/  |
|          | ᨼ        | -        | ฟ    | ຟ   | ဗ       | /fa/  |
|          | ᨽ        | -᩠ᨽ       | ภ    |     | ဘ       | /pʰa/ |
|          | ᨾ        | -᩠ᨾ       | ม    | ມ   | မ       | /ma/  |

### Non categorizzate

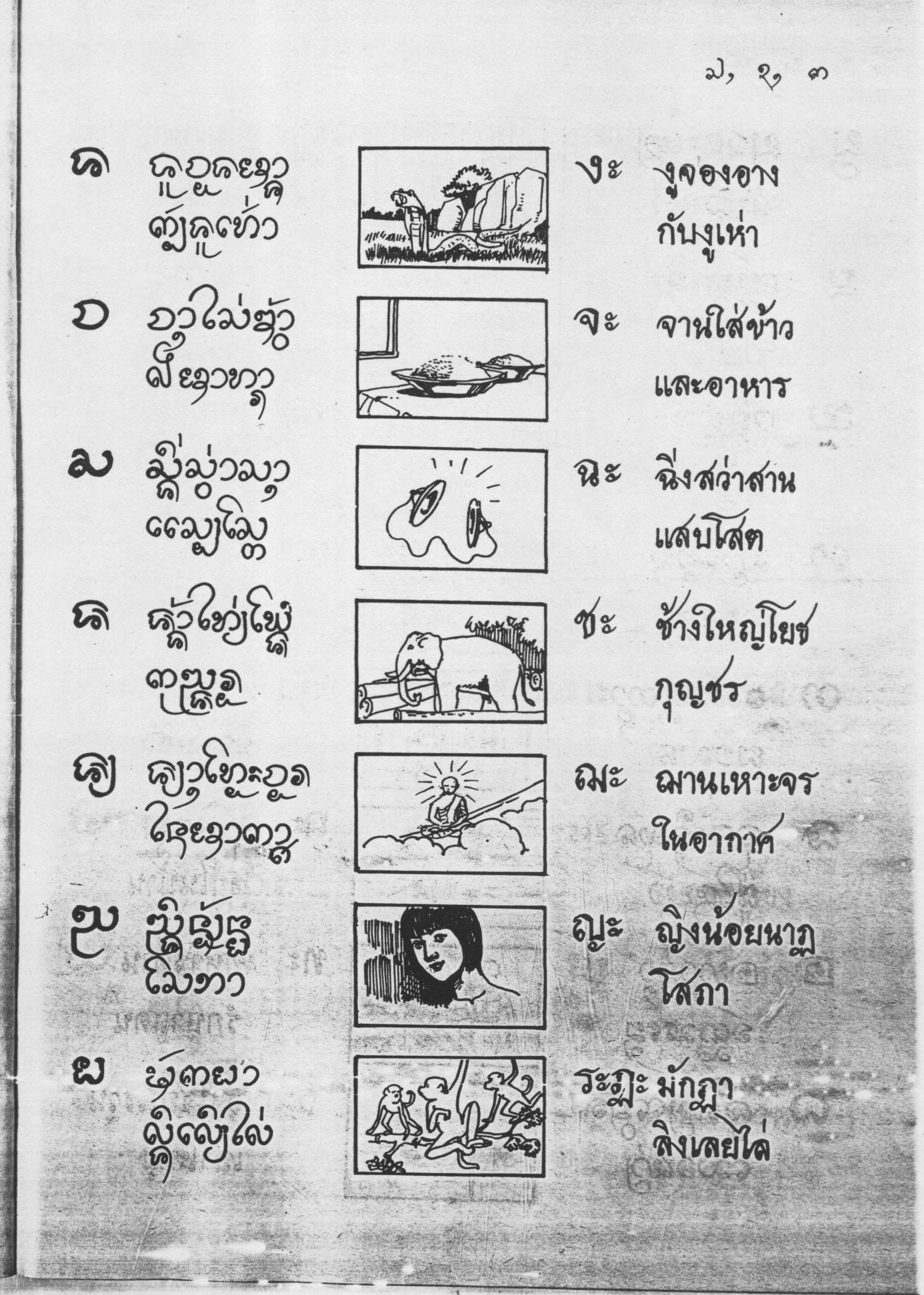
Alcuni esempi di traduzione dal tai tham all'alfabeto thai

| Tai tham | Tai tham | Tai tham | Thai   | Lao | Birmano | IPA       |
| Alfabeto | Alfabeto | Altern.  | Thai   | Lao | Birmano | IPA       |
| -------- | -------- | -------- | ------ | --- | ------- | --------- |
|          | ᨿ        | -᩠ᨿ       | ย ต่ำ   | ຍ   | ယ       | /ɲa/      |
|          | ᩀ        | -        | ย กลาง | ຢ   | ယ       | /ja/      |
|          | ᩁ        | -᩠ᩁ       | ร      | ຣ   | ရ       | /ha/ /la/ |
|          | ᩂ        | -        | ฤ      |     |         | /lɯ/      |
|          | ᩃ        | -᩠ᩃ       | ล      | ລ   | လ       | /la/      |
|          | ᩄ        | -        | ฦ      |     |         | /lɯ/      |
|          | ᩅ        | -᩠ᩅ       | ว      | ວ   | ဝ       | /wa/      |

| Tai tham | Tai tham | Tai tham | Thai | Lao | Birmano | IPA  |
| Alfabeto | Alfabeto | Altern.  | Thai | Lao | Birmano | IPA  |
| -------- | -------- | -------- | ---- | --- | ------- | ---- |
|          | ᩆ        | -᩠ᩆ       | ศ    |     |         | /sa/ |
|          | ᩇ        | -᩠ᩇ       | ษ    |     |         | /sa/ |
|          | ᩈ        | -᩠ᩈ       | ส    | ສ   | သ       | /sa/ |
|          | ᩉ        | -᩠ᩉ       | ห    | ຫ   | ဟ       | /ha/ |
|          | ᩊ        | -᩠ᩊ       | ฬ    |     | ဠ       | /la/ |
|          | ᩋ        | -        | อ    | ອ   | အ       | /ʔa/ |
|          | ᩌ        | -        | ฮ    | ຮ   |         | /ha/ |

## Numeri
| Numeri arabi | 0 | 1 | 2 | 3 | 4 | 5 | 6 | 7 | 8 | 9 |
| ------------ | - | - | - | - | - | - | - | - | - | - |
| Tai tham     | ᪐ | ᪑ | ᪒ | ᪓ | ᪔ | ᪕ | ᪖ | ᪗ | ᪘ | ᪙ |
|              |   |   |   |   |   |   |   |   |   |   |
| Thailandesi  | ๐ | ๑ | ๒ | ๓ | ๔ | ๕ | ๖ | ๗ | ๘ | ๙ |
| Laotiani     | ໐ | ໑ | ໒ | ໓ | ໔ | ໕ | ໖ | ໗ | ໘ | ໙ |
| Birmani      | ๐ | ၁ | ၂ | ၃ | ၄ | ၅ | ၆ | ၇ | ၈ | ၉ |